# Hej, Bözsi, Bözsi, Bözsi
A Hej, Bözsi, Bözsi, Bözsi egy mára már csak kevesek által ismert csárdás. Tersánszky Józsi Jenő említi a dalt Ákombák tanár úr c. művében.
Feldolgozás:
| Szerző        | Mire          | Mű                   |
| ------------- | ------------- | -------------------- |
| Farkas Ferenc | ének, zongora | 50 csárdás, 7. kotta |

## Kotta és dallam
Hej, Bözsi, Bözsi, Bözsi, szívem, Bözsi, a kapuba gyere ki!

Hej, Bözsi, Bözsi, Bözsi, szívem, Bözsi, a kapuba gyere ki!

Ha nem jössz ki kék ibolya szagára, majd kijössz a barna legény szavára.

Hej, Bözsi, Bözsi, Bözsi, szívem, Bözsi, a kapuba gyere ki!